# George Borrow
George Henry Borrow (East Dereham, Norfolk, 5 de juliol del 1803 - Oulton, 26 de juliol del 1881), fou un escriptor anglès que deixà nombroses novel·les i llibres de viatge basats en les seves experiències personals per diversos països de l'Europa del segle xix.
Al llarg dels seus viatges, Borrow desenvolupà una forta afinitat amb els gitanos nòmades, els quals adquiriren un paper destacat en els seus llibres i dels quals fins i tot n'arribà a aprendre la llengua. El seu llibre més conegut, Lavengro, és clarament autobiogràfic.

## Biografia
Borrow va néixer a East Dereham, Norfolk, fill d'un oficial de reclutament, Thomas Borrow (1758-1824) i de la filla d'un pagès, Ann Perfrement (1772-1858). Fou educat a la Royal High School of Edinburgh i a la Norwich Grammar School. El 1810 coneix a Ambrosi Smith, el gitano que marcaria en ell una empremta perdurable. Borrow decideix anar-se'n amb ell a un campament de gitanos, on aprendrà els seus costums i la seva llengua. Estudià lleis, però ben aviat les llengües i la literatura esdevingueren els seus màxims interessos.
El 1824, a la mort del seu pare, es traslladà a Londres amb la intenció d'emprendre una carrera literària. Allà va estudiar filologia sota la direcció de William Taylor, tot i que no va arribar a acabar cap carrera universitària, y publicà el 1825 Faustus: a traslation from the german, una traducció de l'original alemany del Faust de Goethe.
El 1825 va iniciar també el seu primer gran viatge per Europa, visitant França i Alemanya. Els propers anys visitaria també Rússia, Portugal, Espanya i el Marroc, coneixent de primera mà la gent i els parlars dels diversos països que trepitjà. Primer ho feu com a agent de la Bible Society, i més tard com a corresponsal del Morning Herald. En particular, va viatjar a Rússia el 1832 per perfeccionar els seus coneixements de manxú de cara a una traducció del Nou Testament a aquesta llengua.
Entre el 1835 i el 1840 va estar a Portugal i a Espanya en qualitat colportor de la Bible Society. A Madrid va manar imprimir el Nou Testament traduït pel pare Felipe Scío de San Miguel lliure de notes, tradueix l'Evangeli de Sant Lluc al caló i l'edita i obre una llibreria al carrer del Príncipe. Aquestes activitats l'acabaran portant a la presó a Sevilla. Tanmateix, va aprofitar aquestes experiències per escriure, animat per un altre viatger i hispanista, Richard Ford, el seu famós llibre de viatges The Bible in Spain (1843).
Després de casar-se amb Mrs. Mary Clarke el 23 d'abril del 1840, s'instal·là a Oulton Cottage, una propietat de la seva muller prop de Lowestoft, on es dedicà a les pacífiques tasques d'edició literària, si bé continuà viatjant dins i fora del Regne Unit. Va viure, això no obstant, a Londres entre el 1860 i el 1874, tot i que la mort de la seva esposa el 1869 li feu passar més temps a Oulton, on acabà per establir-se i on morí el 1881.

## Obres
Les seves obres més cèlebres són Lavengro, l'estudiant, el gitano i el capellà (1851), novel·la autobiogràfica on queda de manifest el seu entusiasme per la boxa i la vida a l'aire lliure. Lavengro significa en caló 'filòleg'; la novel·la narra les seves aventures per Anglaterra amb un grup de gitanos als quals va conèixer per la seva afició als cavalls.
The Zincali – An Account of the Gypsies of Spain (1841) és una descripció de la vida dels gitanos espanyols i The Bible in Spain, or the Journey, Adventures, and Imprisonment of an Englishman in an Attempt to Circulate the Scriptures in the Peninsula (Londres, 1843), traduït com La Bíblia a Espanya per Manuel Azaña, és un relat pintoresc dels seus viatges i aventures com colportor de bíblies protestants a Espanya entre els anys 1835 i 1840, en l'època de la Primera Guerra Carlina. El llibre és excel·lent, un dels millors llibres de viatges publicats en anglès, i es troba escrit amb fi estil; va contribuir a promoure la imatge medievalitzada d'Espanya a l'Europa del Romanticisme (Prosper Merimée va escriure Carmen inspirat en un personatge d'aquest llibre que acabava de llegir, que va servir per a construir la figura de don José). Es llegeix en realitat com una novel·la o llibre d'aventures.
En els seus records de viatge s'inspiren també The Romany Rye (1857), narració idealitzada de les seves excursions gitanescas per Anglaterra, que és una continuació de la seva Lavengro. Wild Wales (1862) és una descripció del caràcter, costums i cultura dels gal·lesos observats en un viatge que va fer a la regió.

Altres obres seves són un diccionari de romaní, Romano Lavo-lil, Word Book of the Romany; or, English Gypsy Language (1874). Dels seus amplis coneixements d'idiomes van sortir Targum, una sèrie de traduccions en trenta idiomes i dialectes, entre les quals figuren una al manxú del Nou Testament i una altra de l'Evangeli de Sant Lluc al caló, de la qual hi ha una edició moderna (L'Evangeli de Sant Lluc en caló/ Embeo e Majaró Lucas chibado andré caló-Romanó, edició bilingüe d'Alberto González Caballero. Còrdova: El Almendro, 1998), i les Romantic Ballads, una col·lecció de poesies daneses.